# Marie Popelin
Marie Popelin (16 de diciembre de 1846 - 5 de junio de 1913) fue una abogada y feminista belga. Popelin trabajó junto a Isabelle Gatti de Gamond en pro del desarrollo de la educación en la mujer, y en 1888, se convirtió en la primera mujer en Bélgica en recibir un doctorado en leyes.

## Biografía
Marie Popelin nació en Schaerbeek, cerca de Bruselas, en el seno de una familia de clase media. Su hermana, Louise Popelin, institutriz, farmacéutica y feminista, fue la primera estudiante de medicina de la Universidad Libre de Bruselas y una de las fundadoras de la Liga belga por los Derechos de la Mujer. Su prima, Magdeleine, fue una pintora conocidas por sus cuadros de paisajes.

### Enseñanza (1867-1883)
El 3 de octubre de 1864, la educadora feminista Isabelle Gatti de Gamond creó, con el apoyo de la ciudad de Bruselas y de los liberales, los Cursos de educación para jóvenes, la primera escuela laica, secundaria para señoritas, en los que se enseñaban disciplinas reservadas en la época únicamente a los chicos. En 1867, le pidió a Marie Popelin y a su hermana Louise que dieran clase en dichos cursos. Marie Popelin dio clase entre 1870 y 1875.
La Declaración de dicha institución era la siguiente: «Crear, no una mujer libre, como aquella que sueña la imaginación de aquellos sacristanes delirantes, sino una mujer emancipada, honrosamente emancipada, por el trabajo, por el talento y por la ciencia». Esta frase inspiró a Marie Popelin en su lucha feminista por la emancipación de las mujeres.
En 1875 dimitió de su puesto con motivo de divergencias de opiniones pedagógicas y de tensiones con la directora del centro y tomó con su hermana la dirección de la Escuela intermedia de Mons, un colegio de primaria para chicas creado gracias a la financiación para las escuelas de la logia La Perfecta Unión de Mons y la Liga de la Enseñanza.
A partir de 1879, Marie Popelin dirigió la escuela normal de formación de institutrices comunales de la ciudad. En 1880, enseñó durante un año los cursos normales temporales Froebel creados por el Estado.
En 1882, Marie y Louise Popelin regresaron a Bruselas. Marie Popelin dirigió allí la escuela intermedia de Laeken.

### Carrera en las leyes (1883-1888)
A la edad de 37, Marie Popelin se inscribió en la Universidad Libre de Bruselas, para estudiar leyes. La Universidad había abierto sus aulas a las mujeres en 1880, abriendo así el camino para la emancipación femenina y el reconocimiento de la igualdad. Completó sus estudios en 1888, convirtiéndose en la primera mujer belga en obtener el doctorado en Derecho. Inicialmente no obtuvo mucho apoyo cuando quiso poner en práctica su carrera. Sin embargo, le fue concedido el derecho a participar en la defensa en casos reales.

### Compromiso feminista (1888-1913)

#### «El caso Popelin» (1888-1889)
Con sus estudios terminados, Marie Popelin se propuso defender los derechos de todo ciudadano convirtiéndose en abogada. El 3 de diciembre de 1888, representada por el abogado Louis Frank, solicitó prestar el juramento preceptivo para la profesión de abogado. El 12 de diciembre de 1888, el tribunal de apelaciones rechazó su petición, aunque ninguna disposición normativa prohibía expresamente el acceso de las mujeres a profesiones jurídicas. Para ello, el tribunal afirmó que nunca había habido mujeres que ejercieran dicha profesión. Se refirió seguidamente a una ley de 1810 relativa a la organización del colegio de abogados, donde no se hacía ninguna mención de género femenino, para deducir que dicha ley no preveía la posibilidad de que las mujeres formaran parte del colegio de abogados. Por último, el tribunal fundamentó su decisión en el estatuto de incapacidad jurídica de la mujer del Código Civil. El tribunal recordaba de este modo la naturaleza del sexo femenino y la misión social que tiene asignada por razón de su sexo, la mujer debía comprometerse en cuerpo y alma a su tarea, asignada por la naturaleza, que comprendía el mantenimiento y la cohesión de la familia y no podría por tanto asumir la tarea de representación de los ciudadanos. A pesar de que Marie Popelin, a sus 42 años, era soltera y no tenía hijos, el fiscal general Van Schoor declaró que « las exigencias y la dependencia de la maternidad, la educación que la mujer debe a sus hijos, la dirección de sus labores domésticas y del hogar confiados a sus cuidados, la sitúan en unas condiciones poco conciliables con los deberes de la profesión de abogado y no le otorgan ni el tiempo libre, ni la fuerza ni las aptitudes necesarias para las luchas y fatigas de la profesión »
El 11 de noviembre de 1889, la Corte de Casación rechazó el recurso de casación interpuesto contra la sentencia del tribunal de apelación, declarando que la cuestión del acceso de las mujeres a las profesiones jurídicas era una cuestión reservada al legislador.
Tras este rechazo, Marie Popelin trabajó en un despacho de abogados, sin poder ejercer ante los tribunales, resolviendo consultas jurídicas y preparando los informes para los abogados ejercientes.
El caso Popelin se vivió como un fracaso para las feministas belgas y se sitúa en el origen de la creación de la Liga belga por los Derechos de la Mujer.
Creación del movimiento feminista belga
En 1892, Louis Frank publicó en París con ocasión de su caso una obra titulada : « Essai sur la condition politique de la femme » (en español : Ensayo sobre la condición política de la mujer) que generaría numerosos comentarios. En 1893, May Sewall, presidenta del Consejo Nacional de Mujeres de Estados Unidos, propuso a Marie Popelin la creación de una rama belga en el Consejo Internacional de Mujeres (CIF), fundado en 1888.
Junto a su hermana Louise, Louis Frank, Isala Van Diest, primera mujer universitaria y médico de Bélgica, Hector Denis, rector de la Universidad Libre de Bruselas, Léonie La Fontaine y su hermano, Henri La Fontaine, abogado del colegio de abogados de Bruselas y Premio Nobel de la Paz en 1913, Marie Popelin creó la Liga Belga por los Derechos de la Mujer en 1892. El objetivo de esta primera asociación femenina de Bélgica era defender y proteger los derechos de la mujer, particularmente de los poderes públicos, con el fin de alcanzar la igualdad entre hombres y mujeres, legalmente y a nivel social. A este respecto, Marie Popelin explicó que « la mujer es más que esposa y madre, puede también tener aptitudes especiales que debe tener el derecho de aplicar. Tiene derecho al respeto y no puede ser considerada como un satélite del hombre ».
Marie Popelin abogaba por un feminismo moderado, distinto a la vez del feminismo que rechaza toda colaboración con los hombres y del movimiento conservador que limita el rol de las mujeres a las tareas domésticas. Actuó en favor de la igualdad económica, profesional y social de las mujeres. Participó en varios congresos feministas en París, Londres y Berlín y se familiarizó con la problemática mundial de la emancipación femenina. Se creó una revista titulada « La Ligue, organe belge du droit des femmes » (en español : La Liga, órgano belga de los derechos de la mujer) con el objetivo de informar sobre la evolución del estatus de las mujeres en Bélgica y en el mundo.
En 1897, Marie Popelin organizó el congreso feminista internacional en Bruselas. A partir de este momento, las delegadas del Consejo Internacional de la Mujer de Bélgica decidieron reorganizar sus esfuerzos en el seno de un organismo internacional. En 1898, Louis Frank y Marie Popelin organizaron el Congreso feminista internacional de Bruselas.
Desde 1900, Marie Popelin trató de reunir a las diferentes asociaciones feministas belgas creando las «Cenas feministas».
En 1902, la Unión Feminista Belga trató de reunir a las organizaciones de mujeres más allá de sus tendencias políticas y filosóficas pero pronto desapareció.
En 1905, Popelin consiguió reagrupar las diferentes tendencias feministas belgas en el seno del Consejo Nacional de las Mujeres Belgas reuniendo a la Liga Belga por los Derechos de la Mujer, la Unión de Mujeres Belgas contra el Alcoholismo y a la Sociedad Belga para mejorar el destino de las mujeres.
En 1912, con motivo del vigésimo aniversario de la fundación de La Liga, Marie Popelin organizó en Bruselas un congreso feminista internacional sobre las mujeres y su situación económica, a fin de promover la igualdad civil y política entre hombres y mujeres. Durante el congreso, constató que se habían adoptado varias normas favorables a la emancipación de la mujer. Así, gracias a una ley de 1900, las mujeres podían depositar y retirar dinero de la Caja de ahorros, sin asistencia de sus maridos. En 1908, se autorizó el procedimiento de establecimiento de la filiación y una ley permitía a las mujeres a ser testigo en los certificados sobre el estado civil. Finalmente, una ley de 1909 les dio el derecho a ejercer la tutela y de ser parte de los consejos de familia.

### Muerte
Marie Popelin falleció el 5 de junio de 1913 en Ixelles. Su lucha fue continuada por Léonie La Fontaine y por Jane Brigode, que la sucedió a la cabeza de la Liga Belga por los Derechos de la Mujer. En aquel momento, el Consejo Nacional Feminista Belga reunía a once asociaciones feministas.

### Posteridad y homenaje
A las mujeres belgas se les dio la posibilidad de convertirse en abogados, con el consentimiento de sus maridos, mediante una ley de 7 de abril de 1922. Mediante una ley de 14 de julio de 1976, el legislador consagró la estricta igualdad entre hombres y mujeres y suprimió la autoridad del marido modificando los artículos 212 a 216 del Código Civil.
Una calle con su nombre fue inaugurada en 2008 en la comuna de Saint-Josse-ten-Noode.
En la resolución 3010 (XXVII) de 18 de diciembre de 1972, adoptada por la Asamblea General, la Organización de las Naciones Unidas proclamó el año 1975 como « Año internacional de la Mujer » y preconizó la emisión de sellos conmemorativos. La administración de correos emitió un sello con la efigie de Marie Popelin, acompañada de una paloma, símbolo de paz, del símbolo de Venus, representando la feminidad, y el signo matemático de la igualdad.
El 6 de marzo de 2009, se rindió homenaje a Marie Popelin en la sala de audiencias solemnes de la Corte de Casación en Bruselas, por parte del presidente del Tribunal y del rector de la Universidad Libre de Bruselas, así como por abogadas belgas y no belgas que dieron testimonio de sus experiencias y de la posibilidad de conciliar la vida de la mujer y la de abogada.
Tras el homenaje, se instaló una placa conmemorativa en honor de Marie Popelin en el primer piso del Palacio de Justicia.
En 2011, con ocasión de los 100 años del Día Internacional de la Mujer, el abogado Jacques Fierens y la abogada Drita Dushaj solicitaron al consejo del Colegio de Abogados que otorgara a Marie Popelin el título de abogada de manera póstuma, con el fin de reparar la injusticia de la que fue víctima, para reconocer las discriminaciones sufridas por las mujeres en todo el mundo y para relativizar sobre la naturaleza de los seres y la lectura excesivamente literal de la ley.
Sin embargo, el consejo del Colegio rechazó la petición, pues solo las personas que hubieran prestado el juramento de la profesión de abogado podían obtener tal estatus, lo que excluía a Marie Popelin. A pesar de este rechazo, Jacques Fierens considera que el consejo podría cambiar su interpretación de la ley que exigía diez años de inscripción en el colegio para poder obtener el título de abogado y adoptar una posición menos estricta.
En 2011, el Banco Nacional emitió 5 millones de ejemplares de monedas conmemorativas de 2 euros con la efigie de Marie Popelin y de Isala Van Diest, a quienes se representa con los símbolos de sus respectivas profesiones. Se trata de las primeras mujeres que no forman parte de la familia real en figurar en las monedas conmemorativas belgas de 2 euros.
En 2018, la comuna de Evere hizo construir una nueva escuela elemental que lleva el nombre de Marie Popelin.
Una sala de comisión de la Cámara de representantes de Bélgica fue nombrada en su honor.